# Jüdische Gemeinde Kempten (Allgäu)
Eine erste Jüdische Gemeinde oder Ansiedlung von Juden in Kempten lässt sich für das 14. Jahrhundert belegen. 1875 schloss sich die Kemptener Gemeinde mit der aus Memmingen auf Drängen der Schwäbischen Regierung zusammen. Dieser Wunsch seitens der Regierung war seit 1872 geäußert worden. Nach der Judenverfolgung in der Zeit des Nationalsozialismus gründete eine geringe Zahl an Juden eine neue jüdische Gemeinde, die jedoch kurz darauf wieder erlosch.

## Geschichte
Einzelne Juden lebten in Kempten schon im Mittelalter. Belegbar sind jüdische Einwohner in der zweiten Hälfte des 14. Jahrhunderts. Im Jahr 1373 bekam die Stadt von Karl IV. neben vielen weiteren Rechten das Recht des Judenschutzes für sechs Jahre. Im Jahr 1401 lebte in der Stadt kein einziger Jude. Wenige Jahre später, im Jahr 1409, wurde ein Jude namens Lazarus als Bürger aufgenommen. Auch 1414 waren Juden in der Stadt. Jedoch war seit dem Jahr 1561 die Niederlassung von Juden in Kempten nicht mehr erlaubt.
Im Jahr 1692 wurde der aus Ansbach stammende jüdische Hoffaktor Mayr Seligmann mit seiner Familie für einige Jahre im Fürststift Kempten aufgenommen. Seligmann verstarb sechs Jahre später. Sein Wohnhaus stand in der heutigen Herbststraße, diese wurde lange Zeit „Judengasse“ genannt. Später waren bis zu 62 Juden im Fürststift tätig.

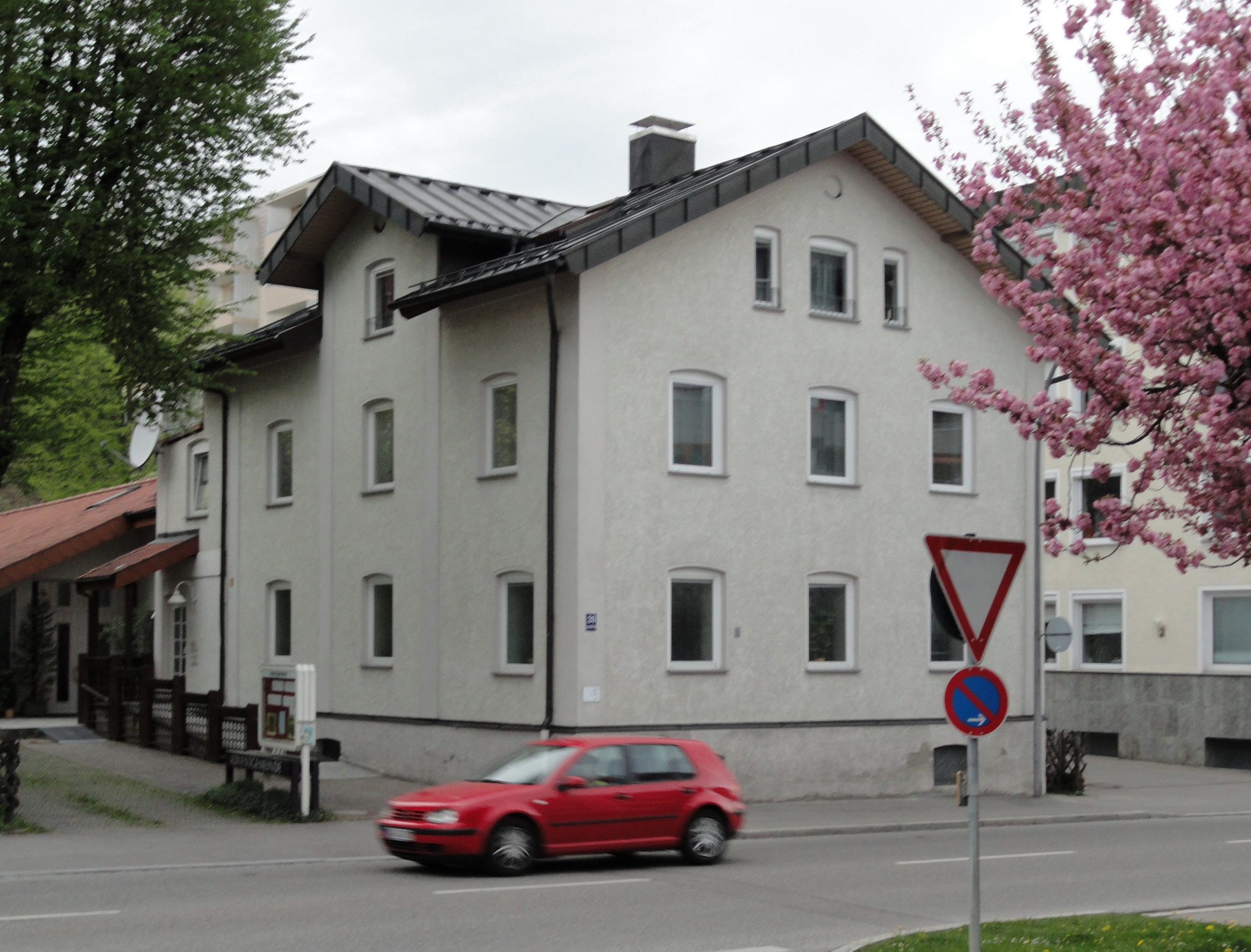
Haus Ullmann, ein Judenhaus, in der Immenstädter Straße.

Erst in der Mitte des 19. Jahrhunderts durften sich Juden in der Stadt wieder ansiedeln. Einer der ersten in Kempten war der 1856 zugezogene Bataillonsarzt David Ullmann. 1869 kamen drei Bankiers nach Kempten: Nathan und Hermann Ullmann aus Osterberg sowie Moritz Löb Einstein. Seit dieser Zeit stieg die Zahl der Juden dank Zuwanderung aus Altenstadt, Fellheim und Osterberg an: von 37 im Jahr 1871 bei insgesamt 11.223 Einwohnern auf 72 im Jahr 1880 bei insgesamt 13.872 Einwohnern. 1890 waren 62 jüdische Einwohner vermerkt, 1900 68 bei insgesamt 18.864 Einwohnern, und 1910 91. Ihre Integration schritt in Kempten schnell voran. Sigmund Ullmann, von 1913 bis 1942 Vorsteher der jüdischen Gemeinde, war von 1912 bis 1919 Magistratsrat und von 1922 bis 1925 Mitglied im Stadtrat. Viele der jüdischen Familien gründeten und erbauten Fachgeschäfte und Bankhäuser in der Stadt. An diese Familien erinnern heute über die ganze Stadt verteilte Stolpersteine.
Im Ersten Weltkrieg fielen zwei Gemeindemitglieder, die jedoch auf keinem der Kriegerdenkmäler der Stadt verzeichnet sind. Schon kurz nach dem Krieg setzte die antisemitische Hetze und Judenfeindlichkeit ein. Juden wurden zunehmend öffentlich diffamiert, ebenso wurden Flugblätter verteilt. Auf diesen standen Phrasen wie beispielsweise „Kriegsanstifter, Kriegsgewinnler und Drückeberger“.
Nach der Machtergreifung Adolf Hitlers 1933 lebten in Kempten 50 bis 60 jüdische Einwohner. Beim „Judenboykott“ im April 1933 blockierten Mitglieder der SA jüdische Geschäfte und forderten ihre Schließung. Aus der Bevölkerung wurde kein Widerspruch laut. Oberbürgermeister Otto Merkt verurteilte diese Aktionen in der nächsten Stadtratssitzung scharf. Aufgrund des Antisemitismus verließen einige jüdische Familien die Stadt. Beim Novemberpogrom 1938 wurden Fenster eingeworfen, Häuser und Wohnungen durchsucht und jüdische Männer verhaftet. Drei Männer wurden in das KZ Dachau verschleppt. Am 17. Mai 1939 wurden in Kempten offiziell noch 25 Juden gezählt. Bis 1939 verließen insgesamt 26 Juden die Stadt. 1942 wurden 14 der letzten 20 Juden deportiert. Juden mussten zu diesem Zeitpunkt in sogenannten „Judenhäusern“ leben, ein solches war auch das Haus Ullmann in der Immenstädter Straße 20. Zehn weitere Juden wurden über München in das Ghetto Lublin deportiert, fünf ältere Juden wurden am 10. August 1942 in das Ghetto Theresienstadt gezwungen. Sechs durch eine „Mischehe“ leidlich vor Verfolgung geschützte Kemptener konnten bis zum 22. Februar 1945 in der Stadt bleiben. Drei von ihnen wurden dann trotzdem in das Ghetto Theresienstadt gebracht.
In der NS-Zeit sind folgende Personen umgekommen, in Klammer das Geburtsdatum:
| - Moritz Eisenstein (1904), - Hedwig Hauser geb. Tennenbaum (1884), - Oskar Hauser (1888), - Irmgard (Irma) Heilbronner geb. Lebrecht (1879), - Amalie Hönigsberger (1868), - Bella Kleeblatt (1902), - Marta Kleeblatt (1904), - Hedwig Kohn (1885), - Julius Kohn (1880), - Mathilde Kohn geb. Laudenbacher (1858), - Edith Landauer (1891), - Elsa Liebenthal (1895), - Gertrud Liebenthal (1889), - Wilhelm Liebenthal (1880), - Irene Linz geb. Reiss (1889), | - Rosa Löw geb. Hammel (1879), - Siegfried Mayer (1895), - Otto Rainer (1886), - Cilli Scher (1921), - Leopold Schwabacher (1899), - Siegfried Sichel (1910), - Julius Traub (1870), - Marta Irma Ullmann (1887), - Sigmund Ullmann (1854), - Louis Victor (1880), - Albert Vogel (1882), - Julie Walter geb. Schmal (1869), - Samuel Walter (1853), - Josef Wassermann (1875), - Rosa Wertheimer geb. Ullmann (1890). |

Das Kriegsende erlebten in Kempten nur zwei Jüdinnen sowie acht sogenannte Halbjuden. 1945 kehrten fünf ehemalige Gemeindemitglieder nach Kempten zurück und gründeten 1947 eine neue Religionsgemeinschaft. Sie bestand aus Displaced Persons und hatte 54 Mitglieder. Nach ihrer Abwanderung erlosch die Gemeinde im Jahr 1948. Es wird angezweifelt, dass die 54 Juden aus den östlichen Nachbarländern sich überhaupt regelmäßig zum Kultus getroffen haben.

### Synagoge

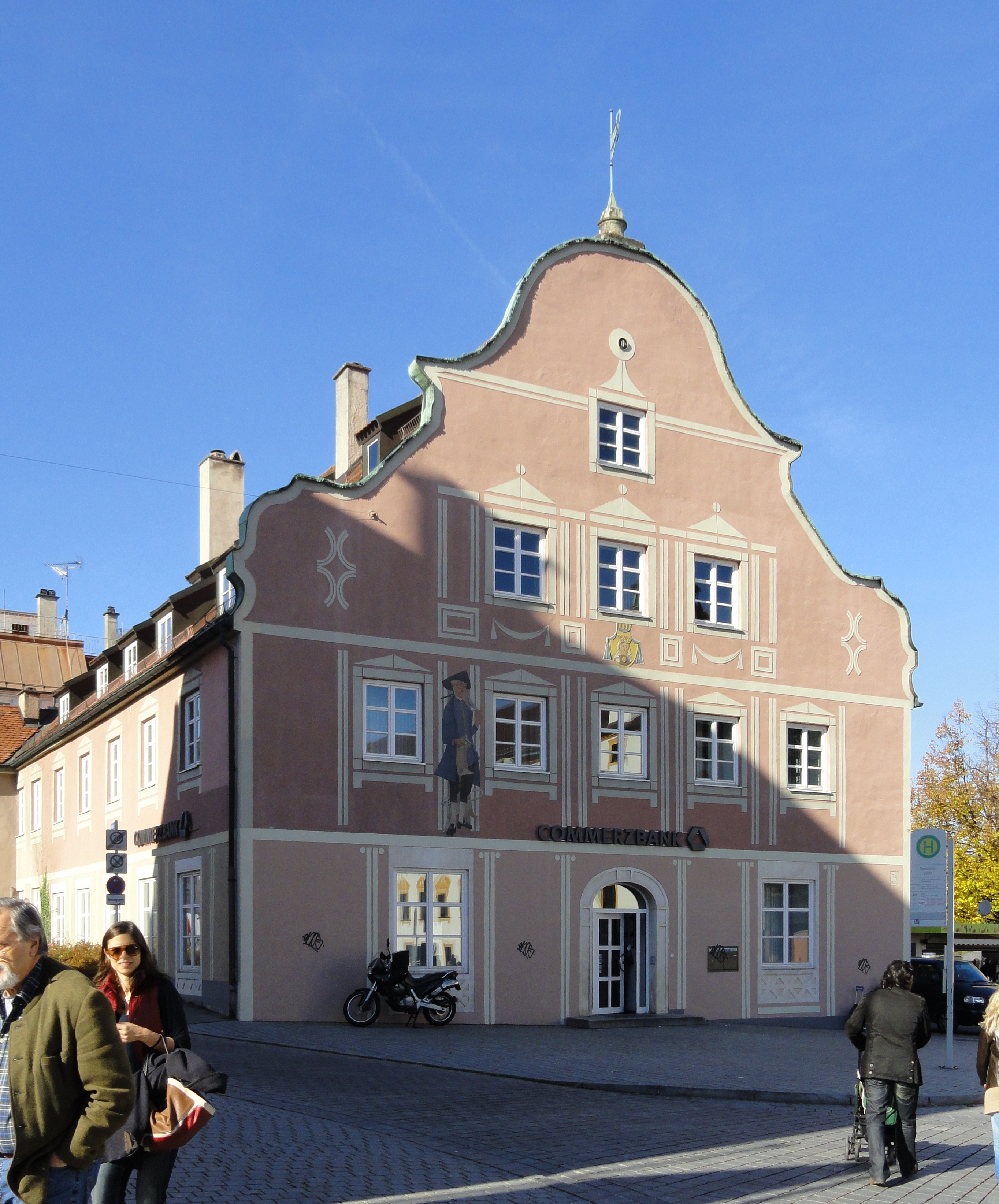
Ein Nebenraum des Landhauses diente den Juden für Gottesdienste

Die jüdische Gemeinde in Kempten war im Vergleich zu anderen Städten in Schwaben verhältnismäßig klein. Gottesdienste wurden zeitweise in der Synagoge der Jüdischen Gemeinde in Memmingen abgehalten. 1875 mietete die Kemptener Gemeinde einen Nebenraum im Landhaus. 1936 oder 1937 wurde am Betsaal ein Schild angebracht „Juden unerwünscht“. Beim Novemberpogrom 1938 gab es gegen den Betsaal keine Ausschreitungen. Auch die Ritualgegenstände blieben erhalten, nachdem sie der damalige Oberbürgermeister Otto Merkt für das Heimatmuseum angekauft hatte und sie in seinem Amtszimmer im Rathaus versteckt hatte. Die Gottesdienstgegenstände blieben bis in die 1980er Jahre im Besitz der Stadt, bis sie an die Augsburger Synagoge abgegeben wurden.

## Gedenken an die Todesopfer
Lange Zeit wurde über den Holocaust geschwiegen, erst der Stadtjugendring unternahm 1988 mit einem Fackelzug einen ersten Vorstoß für eine öffentliche Auseinandersetzung mit dem Thema. Für die Opfer des Kemptener Holocaust stellte der Landesverband der Israelitischen Kultusgemeinden im Jahr 1995 einen Gedenkstein auf, zuerst am Friedensplatz, seit 2021 im Hofgarten. Er erinnert in Kempten an die Opfer des Holocaust, die Inschrift lautet:
Zum Gedenken

an die jüdischen Bürger

unserer Stadt die während

der nationalsozialistischen

Herrschaft verfolgt wurden

und am 30.3. u. 10.8.1942 in die

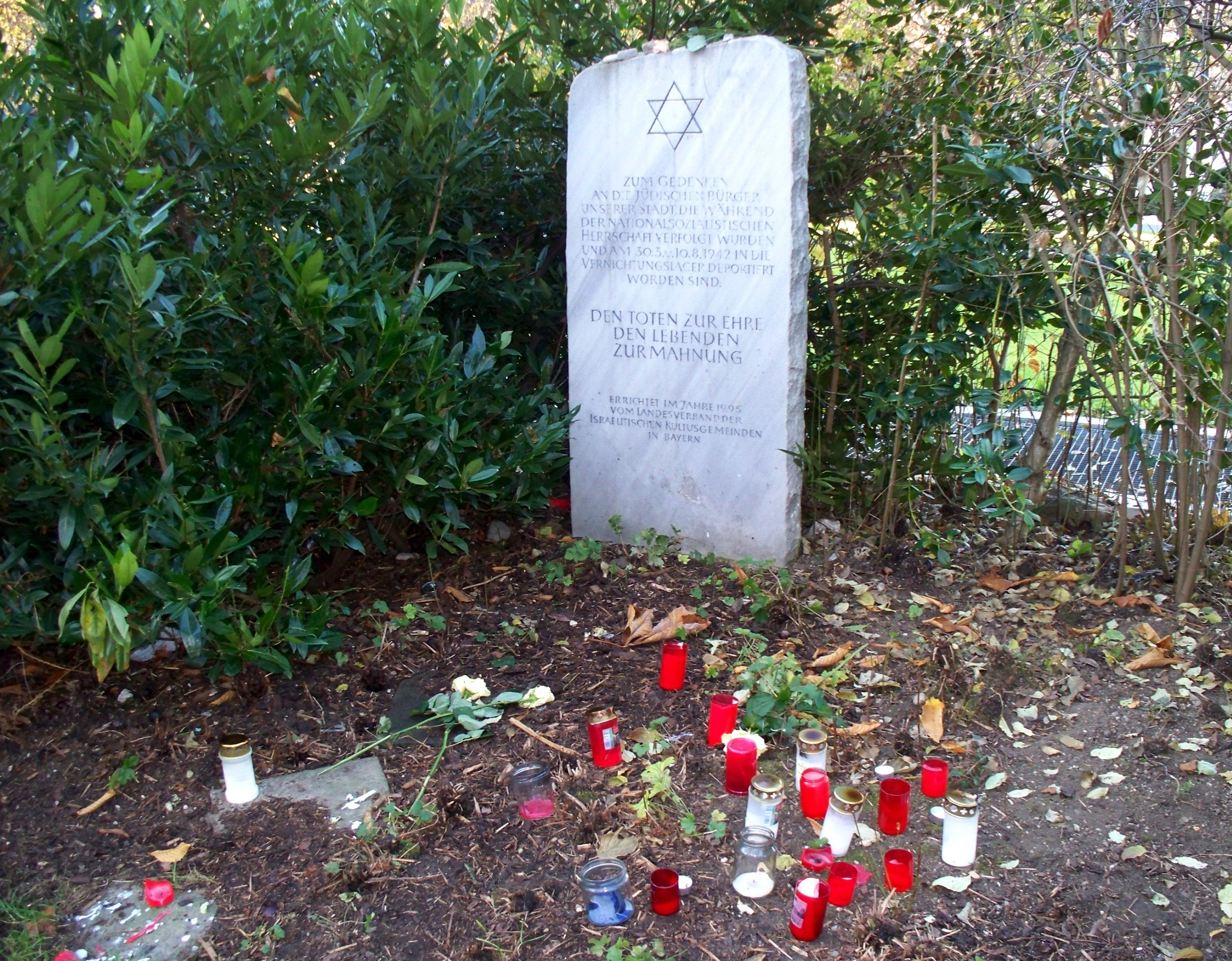
1995 errichtetes Denkmal am Stadtpark: „Den Toten zur Ehre den Lebenden zur Mahnung“. 2021 zur Orangerie in den Hofgarten versetzt.

Vernichtungslager deportiert worden sind.

Den Toten zur Ehre

den Lebenden

zur Mahnung

Errichtet im Jahre 1995

vom Landesverband der

Israelitischen Kultusgemeinden

in Bayern

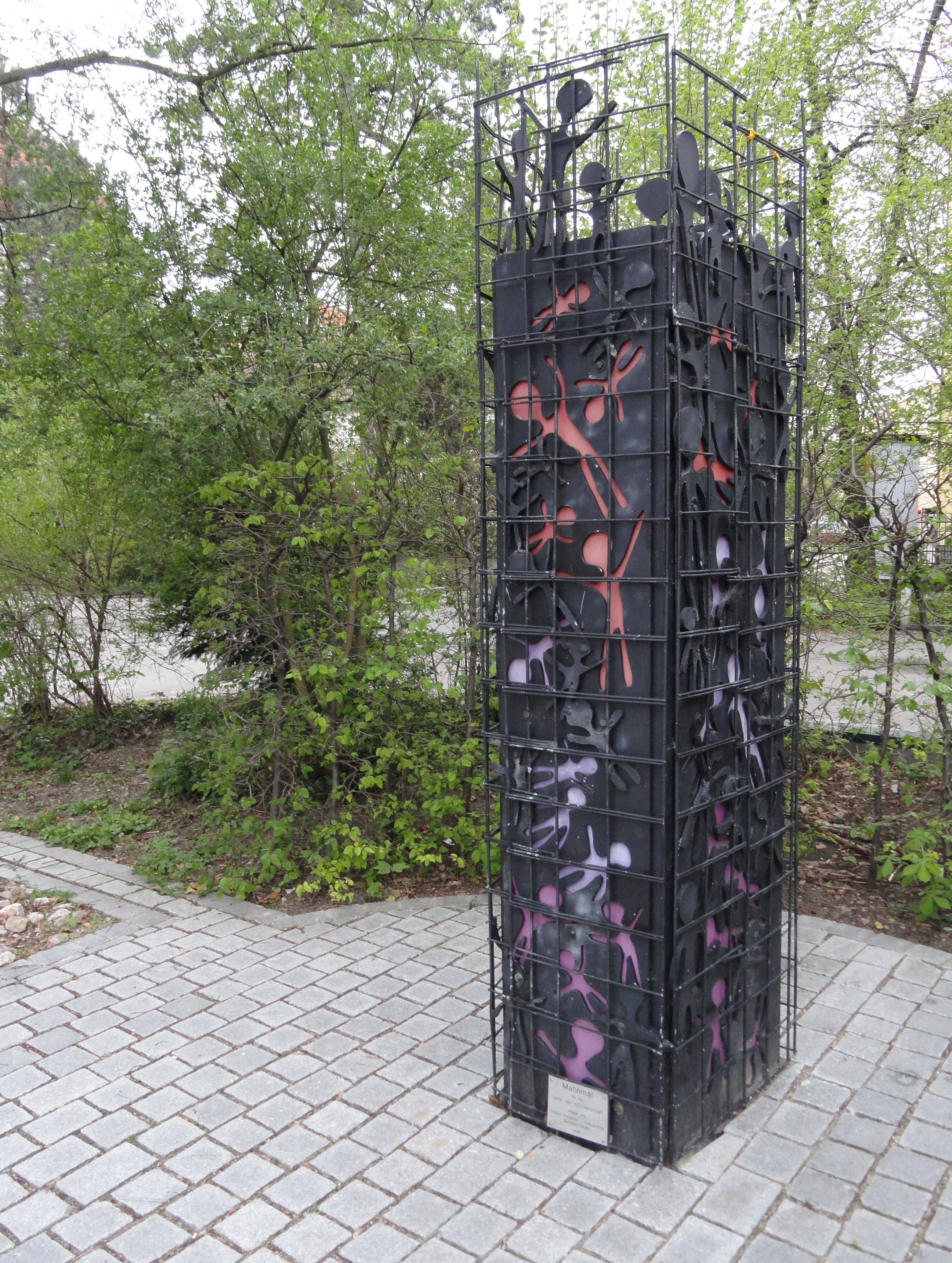
Mahnmal aus dem Jahr 1996, erstellt von der Robert-Schuman-Volksschule. Seit 2021 mit neuem Standort im Hofgarten.

1996 stellte die Robert-Schuman-Volksschule ein Mahnmal für die Opfer der NS-Herrschaft auf, das Mahnmal für die Opfer des Nationalsozialismus stand auf dem Friedensplatz am Stadtpark in der Nähe des Zumsteinhauses, seit 2021 im Hofgarten.
Im Sommer 2001 entschied das Landgericht Kempten im sogenannten „Zigeunerjuden“-Urteil, dass die Bezeichnung „Zigeunerjude“ nicht als Formalbeleidigung, Angriff gegen die Menschenwürde oder Schmähkritik angesehen werde könne. In der Urteilsbegründung wurde die Bezeichnung einer Person als „Zigeunerjude“ aber kritisiert: „Dennoch erachtet das Gericht die zusammengesetzte Verwendung dieser Begriffe in der Bezeichnung als ‚Zigeunerjude‘, insbesondere einem jüdischen Mitbürger gegenüber […] als verletzend und herabwürdigend und damit als beleidigend.“
Seit Sommer 2010 werden in Kempten Stolpersteine in den Boden eingelassen. Der Platz vor dem Müßiggengelzunfthaus wurde 1997 nach Sigmund Ullmann benannt. Es war ein Vertrauter Merkts sowie Stadtrat. Ullmann war ebenso Leiter der Kemptener Jüdischen Gemeinde.

### Jüdischer Friedhof
Auf dem kleinen jüdischen Friedhof, der direkt am Katholischen Friedhof anliegt, befinden sich weitere Gedenksteine für die Opfer der NS-Diktatur. Am Friedhof erinnern zwei Gedenksteine an die Opfer der NS-Verfolgung.

## KZ-Außenlager
In Kempten befand sich ab 15. September 1943 ein Außenlager des Konzentrationslagers Dachau, in welchem Menschen zwangsbeschäftigt wurden. Es befand sich zunächst in der Spinnerei und Weberei Kempten, wurde später jedoch in der nahe gelegenen Tierzuchthalle (mittlerweile Allgäuhalle) untergebracht.